# 四川马先蒿宽叶亚种
四川马先蒿宽叶亚种（学名：Pedicularis szetschuanica sp. latifolia）为玄参科马先蒿属下的一个亚种。

## 扩展阅读
- 維基物種上的相關：四川马先蒿宽叶亚种